# Alpes d'Ammergau
Les Alpes d'Ammergau ou massif d'Ammer sont un massif des Préalpes orientales septentrionales. Elles s'élèvent entre l'Allemagne (Bavière) et l'Autriche (Land du Tyrol), au sud-ouest de la vallée de l'Ammer qui leur donne leur nom.
Le Daniel est le point culminant du massif.

## Géographie

### Situation
Le massif est entouré par les Préalpes bavaroises à l'est, le Wetterstein au sud-est, les Alpes de Lechtal au sud-ouest et les Alpes d'Allgäu à l'ouest.
Il est bordé à l'ouest par le Lech.

### Sommets principaux

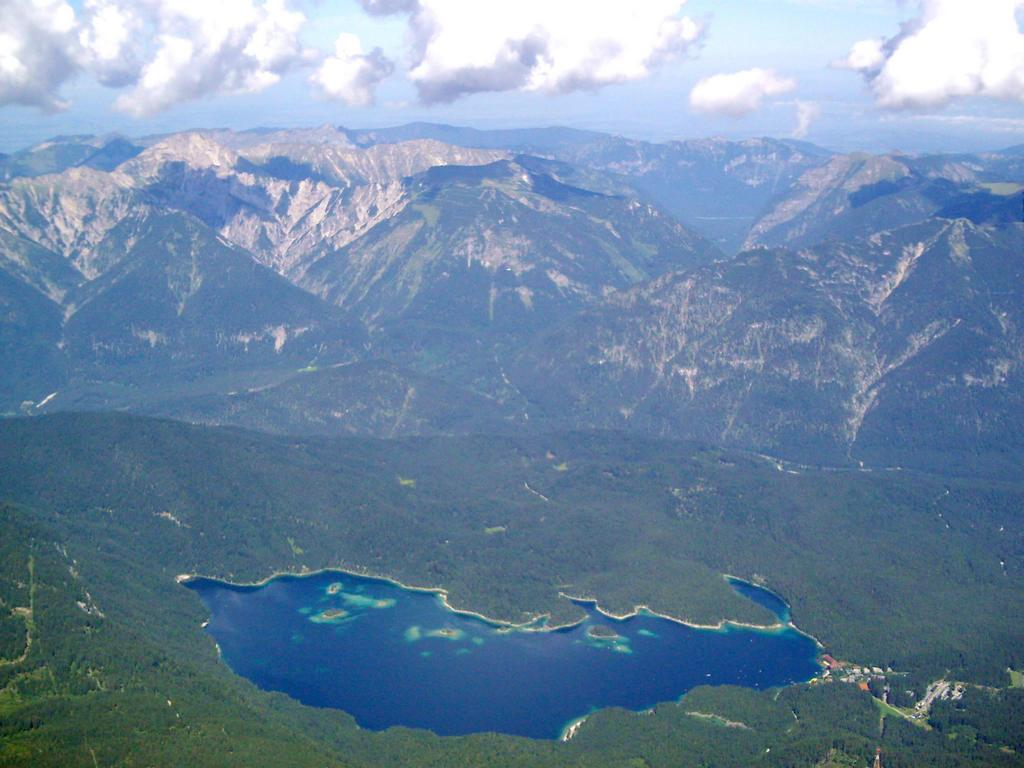
Lac d'Eib et Alpes d'Ammergau depuis le Zugspitze

- Daniel, 2 342 m
- Upsspitze, 2 332 m
- Plattberg, 2 247 m
- Kohlbergspitze (en), 2 202 m
- Grosses Pfuitjöchle, 2 197 m
- Kreuzspitze, 2 185 m
- Pitzenegg, 2 179 m
- Geierköpfe, 2 161 m
- Kleines Pfuitjöchle, 2 145 m
- Kesseljoch, 2 131 m
- Hochplatte, 2 082 m
- Schellschlicht (en), 2 053 m
- Friederspitz, 2 049 m
- Säuling, 2 047 m
- Krähe, 2 012 m
- Gabelschrofen, 2 010 m
- Kramerspitz, 1 985 m
- Hoher Straußberg (en), 1 934 m
- Klammspitze, 1 924 m
- Ochsenälpeleskopf (en), 1 905 m
- Notkarspitze, 1 888 m
- Geiselstein, 1 882 m
- Tegelberg, 1 881 m
- Hoher Ziegspitz, 1 864 m
- Tauern, 1 841 m
- Teufelstättkopf, 1 758 m
- Laber, 1 686 m
- Hohe Bleick, 1 638 m
- Ettaler Manndl (en), 1 633 m
- Pürschling (en), 1 566 m
- Großer Aufacker, 1 542 m
- Kofel (en), 1 342 m

## Géologie
Le massif est composé principalement de dolomie mais aussi de calcaire. On trouve également du flysch.

## Activités

### Stations de sports d'hiver
- Bad Kohlgrub
- Halblech
- Oberammergau
- Schwangau

### Sylviculture
L'activité humaine marquant le paysage est la sylviculture qui a fortement changé la composition naturelle des forêts et a construit un réseau routier forestier dense. Dans certaines zones (par exemple au Friederspitz), l'exploitation trop intensive cause des problèmes d'érosion des pentes herbeuses. À l'inverse des massifs voisins à l'ouest et au sud-ouest, les Alpes d'Ammergau présentent de rares alpages. La plus grande partie des montagnes est couverte de forêt. Cela est dû au fait que les parties périphériques du massif étaient dans le domaine de chasse royal et que les roches créent des conditions défavorables au pâturage (terres sèches et maigres).

### Randonnée
Le massif accueille trois étapes de l'itinéraire violet de la Via Alpina. Par ailleurs il est pourvu de quelques refuges qui jalonnent les différents sentiers.

### Environnement
Une grande partie du massif abrite le parc naturel du massif d'Ammer (Naturschutzgebiet Ammergebirge) qui est, avec ses 288 km2, le plus grand parc de Bavière.